# Castleford's Chronicle
Pour les articles homonymes, voir Castleford (homonymie).
La Castleford’s Chronicle (« Chronique de Castleford ») est une chronique médiévale en moyen anglais. Elle est attribuée à Thomas Castelford. De presque 40 000 vers, en onze livres et un prologue, elle raconte l’histoire de la Grande-Bretagne jusqu’en l’an 1327. Elle s’inspire notamment de l’Historia regum Britanniae de Geoffroy de Monmouth et des chroniques historiques de Bède, Henri de Huntingdon et Guillaume de Malmesbury. Son prologue une version en vers anglais de Grantz geantz. Son unique manuscrit est conservé à la bibliothèque d’État et universitaire de Basse-Saxe à Göttingen.

## Édition de référence
- (en) Caroline D. Eckhardt (éd.), Castleford’s chronicle or the Boke of Brut [« Chronique de Castelford ou le Livre de Brut »], Oxford, Oxford University Press, coll. « The Early English Text Society » (no 305-306), XVI-1065-[3], 23 cm (ISBN 0-19-722310-9, BNF 37501203)
  - vol. 1 : Introduction and books I to VI [« Introduction et livres I à VI »]  (ISBN 0-19-722307-9)
  - vol. 2 : Books VII to XII [« Livres VII à XII »]  (ISBN 0-19-722308-7)